# قصر نصر الدين
قصر نصر الدين إحدى قرى مركز كفر الزيات التابع لمحافظة الغربية بجمهورية مصر العربية. 

## التاريخ
أصله من توابع قرية العداوى ثم فصل عنها في سنة 1228 هجري، ذكرت القرية من توابع مركز تلا بمديرية المنوفية في تعداد 1882، ثم أصبحت تذكر من توابع مركز كفر الزيات في التعددات اللاحقة.

## السكان
بلغ عدد سكان قصر نصر الدين 5657 نسمة حسب تقدير عام 2018.
| السنة  | 1882 | 1897 | 1907 | 1927 | 1947 | 1960 | 1976 | 1986 | 1996 | 2006  | 2018 |
| ------ | ---- | ---- | ---- | ---- | ---- | ---- | ---- | ---- | ---- | ----- | ---- |
| القرية | 1151 | 1628 | 1810 | 1900 | 1898 | 2380 | 2782 | 3244 | 3659 | 4,343 | 5657 |